# Dorotheenkirche (Nortrup)

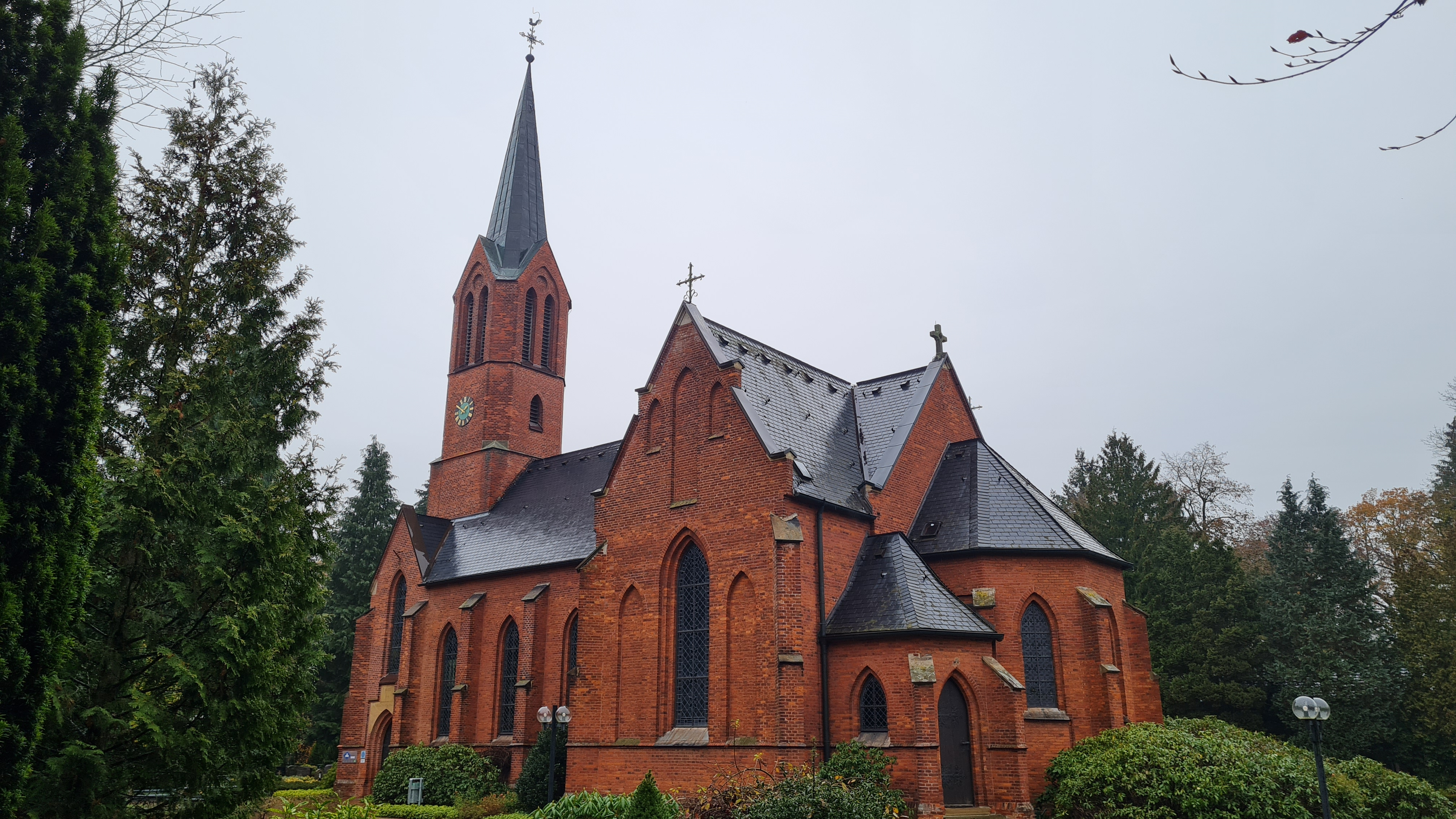
Dorotheenkirche, Nortrup-Loxten

Die Dorotheenkirche ist eine evangelisch-lutherische Kirche im Ortsteil Loxten der Gemeinde Nortrup im niedersächsischen Landkreis Osnabrück. Die Kirchengemeinde Nortrup-Loxten gehört zum Kirchenkreis Bramsche der Evangelisch-lutherischen Landeskirche Hannovers. 
Benannt wurde die Kirche nach Dorothea Freifrau von Hammerstein-Loxten, geb. von Rössing, die sich für die Förderung der ev.-luth. Diasporagemeinde einsetzte. Seit Ende des 18. Jahrhunderts fanden evangelische Gottesdienste auf dem Gut der Freiherren von Hammerstein statt. 1841 erfolgte die Gründung der Kirchengemeinde. Seit 1854 verfügte sie über eine eigene reguläre Pfarrstelle.
1843 stellte Gutsbesitzer von Hammerstein den Bauplatz für den Bau einer Kirche zur Verfügung. Das Baukapital wurde aus gemeindeeigenen Mitteln, Spenden und Zuwendungen des Gustav-Adolf-Vereins aufgebracht. Die Pläne für den neugotischen Bau entwarf Conrad Wilhelm Hase in Anlehnung an die ebenfalls von ihm ausgeführte Kirche von Baccum. Das Kirchenschiff wurde gegenüber dem Vorbild um ein Joch verlängert, der Turm erhöht. Am 1. Juni 1859 wurde der Grundstein gelegt, am 18. Oktober 1860 erfolgte die Einweihung.
Die Innenausstattung, Altar und Orgelprospekt entwarf ebenfalls Hase. Der Bau der Orgel erfolgte im Jahr 1860 durch den Osnabrücker Orgelbauer Rohlfing. Sie wurde 1903 und 1960/61 durch Neubauten ersetzt. Bei der letzteren Renovierung wurde auch der Orgelprospekt von Hase verändert.